# Gorm Transgaard
Gorm Transgaard (* 1. September 1966 in Kopenhagen) ist ein dänischer Comicautor, der für seine Arbeit bei Disney bekannt wurde. Seine Lieblingsfiguren sind Dagobert Duck und Donald Duck.

## Leben
Transgaard wurde am 1. September 1966 in der dänischen Hauptstadt Kopenhagen geboren und hatte bereits als Kind Spaß am Zeichnen vor allem von Disneycharakteren. So wandte er sich mit 16 Jahren an Egmont, woraufhin der Verlag sein Talent erkannte und ihn ausbildete. Er ließ das Projekt aber fallen, da ihm die Arbeit als Teenager zu hart erschien. Stattdessen arbeitete er halbtags bei Gimle, einem Studio für junge Comickünstler. Hier zeichnete er Comicstrips oder arbeitete an Storyboards. 
Im Jahr 1990 nahm ein Redakteur von Egmont wieder Kontakt auf und bot Traansgard an, Scribbles für Disney zu zeichnen. Der 24-jährige nahm das Angebot an und begann so seine Tätigkeit bei Egmont, wobei er gleichzeitig studierte. Nach seinem Examen wurde er als Anzeigenberater einer Werbeagentur angestellt, wo er hauptsächlich an Strategien für Kinder-Werbekampagnen arbeitete. Der Job war ihm zu langweilig, woraufhin Traansgard vier Jahre lang die Welt bereiste. Währenddessen schrieb und zeichnete er in Hotelzimmern Geschichten.
Schließlich kaufte er sich mit einigen Freunden ein Stück Regenwald in Costa Rica und errichtete dort ein kleines Dorf, wo er bis heute lebt.